# Lachapelle, Somme
Lachapelle är en kommun i departementet Somme i regionen Hauts-de-France i norra Frankrike. Kommunen ligger i kantonen Poix-de-Picardie som tillhör arrondissementet Amiens. År 2022 hade Lachapelle 89 invånare.

## Befolkningsutveckling
Antalet invånare i kommunen Lachapelle
| Referens: INSEE |